# Camille de Morlhon
Pour les articles homonymes, voir De Morlhon (homonymie).
Camille de Morlhon, de son nom complet « Louis Camille Adrien Édouard de la Valette de Morlhon », est un réalisateur et scénariste français né le 19 février 1869 à Paris, ville où il est mort le 24 novembre 1952. Il débute dans le monde du spectacle comme dramaturge et metteur en scène. Il appartient à la première génération de cinéastes français, active jusqu'au début du parlant. De 1908 à 1912, réalisateur prolifique, il tourne plus d'une centaine de films pour la société Pathé. Celle-ci l'envoie tourner quelques films en Algérie, puis, revenu en France, il fonde, en 1912, sa propre société de production, Les Films Valetta. Il a été l'un des premiers réalisateurs à signer ses films, et, se consacrant à la défense des auteurs, il a créé en 1917 la Société des auteurs de films.

## Biographie
Camille de Morlhon, né en 1869 à Paris est issu d’une famille aristocratique.  Il est le fils d'Adrien de Lavalette et de Juliette Camille Marie de Sohn. Cette famille se targue d’avoir  parmi ses ascendants, les comtes de Rouergue et, de ce fait, les premiers comtes héréditaires de Toulouse.  
Il étudie au Pensionnat des Frères des écoles chrétiennes à Passy. À la suite de la faillite puis de la mort de son père, il doit pour des raisons financières interrompre ses études à 22 ans. Il travaille comme sous-directeur d’une usine, puis effectue son service militaire et s’engage ensuite dans l’armée coloniale, dans les troupes françaises occupant le Tonkin et l”Annam. Dans les années 1890, de retour en France, il se passionne pour la conduite automobile, est l’une de premières personnes à obtenir en France un certificat de capacité de conduite, et devient le Secrétaire général des services administratifs et techniques de l’Automobile Club de France (ACF). Il se fait appeler à l’époque Camille de La Valette (ou encore le Comte de la Valette, bien qu’il ne soit pas comte). Henry Deutsch de la Meurthe, industriel et fondateur de l’Aéro-Club de France, rencontré à l’ACF, l’embauche comme secrétaire particulier. À partir de 1901, il devient également un auteur de pièces de théâtre. Il choisit finalement de se faire appeler Camille de Morlhon, laissant l’intitulé de La Valette à l’un de ses  frères. 
Il débute en 1901 dans le monde du spectacle comme dramaturge et metteur en scène de théâtre : sa première pièce est montée en janvier 1901 au théâtre des Mathurins. Ces années 1900 correspondent à un tournant pour le Septième Art qui abandonne progressivement les projections dans des cabanes foraines pour privilégier des lieux plus adaptés, les premières salles de cinéma. En 1908, sur les conseils de Edmond Benoît-Lévy, il soumet une idée de film à Charles Pathé et est engagé comme réalisateur de films par cette société.  De 1908 à 1912, il tourne plus d'une centaine de films pour Pathé. Il appartient à la première génération de cinéastes français, qui restera active jusqu’au début du parlant. Il réalise ainsi de nombreux films historiques, ainsi que des mélodrames mondains. 
Parmi les films historiques peuvent être cités par exemple  Olivier Cromwell, sorti en 1909, Cagliostro, aventurier, chimiste et magicien ou  Fouquet, l'homme au masque de fer , sortis en 1910, une co-réalisation de ce cinéaste avec Gaston Velle , ou  Une intrigue à la cour d'Henri VIII en 1912,. 
Parmi les œuvres que l’on peut qualifier de mélodrames mondains, il réalise notamment La Mémoire du cœur sorti en 1911. Sa filmographie comprend également d’autres genres :  Jemmy, sorti en 1910, est l’adaptation d’un conte de Gérard de Nerval par exemple.   Les Mains d'Yvonne , en 1912, retrouve le ton d’un conte campagnard, tandis que La Légende du vieux sonneur , ou  Mademoiselle Faust , s'apparentent davantage aux récits un peu féériques de Georges Méliès. Il réalise également des films comiques, comme Domestique malgré lui ou encore Un tic gênant, tous deux sortis en 1908,. Le film  La Doublure  est une adaptation, la seule, d’une de ses pièces de théâtre.
Ces personnages sont souvent des « gens du monde », des aristocrates qui gèrent des affaires et des capitaux, plus rarement des ouvriers (sauf dans Le Bon Patron, le titre résumant l’idée du film). Il promeut des valeurs telles que le patriotisme mais, selon Alain Masson, il n’y a, par contre, dans sa filmographie aucune trace de courants d’idées qui agitent les milieux les plus conservateurs de la troisième République, telles que celles de l'Action française, par exemple. 
Il devient un des auteurs les plus prolifiques du groupe de réalisateurs de Ferdinand Zecca, au sein du groupe Pathé, réalisant ainsi sur l’année 1909 31 films, soit un film tous les 11 ou 12 jours. Sur cette même année, Michel Carré par exemple en réalise 13, Segundo de Chomón 12, ou Georges Monca 11.  Ses scénarios sont travaillés préalablement au tournage. Ces acteurs ou actrices (comme Léontine Massart, Valentine Tessier ou Berthe Bovy) viennent le plus souvent du théâtre. Max Linder, une des stars du début du XXe siècle, joue dans un de ses films, Petite Rosse , en 1909.
En 1911/1912, il réalise des tournages, toujours pour Pathé, en Algérie. Puis, revenu en France, il prend son indépendance par rapport à la maison Pathé et fonde, en 1912, sa propre société de production,  Les Films Valetta , tout en continuant à faire appel à Pathé pour la distribution. Il cherche à innover et à travailler ses idées de film en fonction des possibilités cinématographiques. Il recourt au suspense, par exemple  dans Une brute humaine (un de ses grands succès) où un de ses personnages se maintient à une gouttière qui menace de s'effondrer ou dans L'Escarpolette tragique, autre film sorti en  1913, où une chaste jeune femme se retrouve suspendue à une corde au dessus d’un ravin, une corde qui s’use contre la roche, alors qu’un autre personnage féminin, dévoré de jalousie sans qu’il y ait de fondement à ce sentiment, menace de couper cette corde. Il sort également Don Quichotte, toujours en 1913. Cette adaptation du roman de Cervantes, avec Claude Garry et Léontine Massart, est un échec. Il utilise les paysages dans la construction de sa dramaturgie. Il insère dans La Broyeuse de cœurs des images de corrida dans son récit. Il réalise aussi de nouveaux films historiques comme L'Affaire du collier de la reine en 1912 ou encore Britannicus, toujours en 1912, un succès mitigé. 
Mais la Première Guerre mondiale s’ouvre. La période ne semble plus vraiment propice à l’émergence de cette nouvelle industrie du cinéma. Cependant, Camille de Morlhon marque encore l’histoire du cinéma en créant en 1917 la Société des auteurs de films pour défendre les droits d”auteurs dans le cinéma mais aussi l’industrie cinématographique et ses collaborateurs face à la baisse d’activité .
Il meurt le 24 novembre 1952.

## Filmographie
- 1908 : Les Reflets vivants
- 1908 : Quand l'amour veut
- 1908 : La Fille du gardien de phare
- 1908 : Domestique malgré lui
- 1908 : Cœur de femme
- 1908 : Pour l'uniforme
- 1908 : Benvenuto Cellini, co-réalisé avec Albert Capellani
- 1908 : Un suiveur obstiné
- 1908 : Un tic gênant
- 1909 : Une excursion incohérente
- 1909 : Le Subterfuge
- 1909 : Par l'enfant
- 1909 : Mater Dolorosa
- 1909 : La Gueuse
- 1909 : La Fiancée du prince
- 1909 : Le Fer à cheval
- 1909 : La Doublure
- 1909 : La Couronne
- 1909 : Conscience de miséreux
- 1909 : Cœur de Gavroche
- 1909 : Le Bouquet de violettes
- 1909 : Bidachou facteur
- 1909 : La Belle Niçoise
- 1909 : Bandits mondains
- 1909 : À bon chat, bon rat
- 1909 : Olivier Cromwell
- 1909 : Nous voulons un valet de chambre
- 1909 : Mademoiselle Faust
- 1909 : Le Mannequin
- 1909 : La Petite Policière
- 1909 : Les Deux Pigeons
- 1909 : La Récompense d'une bonne action
- 1909 : Petite Rosse (La Petite Rosse)
- 1909 : Une leçon de charité
- 1909 : Hercule au régiment
- 1910 : Une aventure secrète de Marie-Antoinette
- 1910 : Souvenez-vous en
- 1910 : La Reine Margot d'après Alexandre Dumas
- 1910 : Polyeucte
- 1910 : Paillasse
- 1910 : L'Idylle du peintre
- 1910 : Bedouallah assassin (Bidouillard assassin)
- 1910 : Un épisode de 1812 (1812)
- 1910 : Le Roman de l'écuyère
- 1910 : Je veux mourir !
- 1910 : Le Bon Patron
- 1910 : Oliver Twist (L'Enfance d'Oliver Twist)
- 1910 : Jemmy
- 1910 : Cagliostro, aventurier, chimiste et magicien co-réalisé avec Gaston Velle[11]
- 1910 : Le Tyran de Jérusalem
- 1910 : L'Encrier perfectionné
- 1911 : La Savelli
- 1911 : La Ruse du petit ramoneur
- 1911 : La Rançon du roi Jean
- 1911 : Radgrune
- 1911 : Le Noël du chemineau
- 1911 : La Mémoire du cœur
- 1911 : La Légende du vieux sonneur
- 1911 : L'Accord parfait
- 1911 : L'Histoire d'une rose
- 1911 : Fouquet, l'homme au masque de fer
- 1911 : La Fillette et la poupée
- 1911 : L'Électrocuté
- 1911 : Madame Tallien
- 1911 : Sémiramis
- 1911 : Une conspiration sous Henri III
- 1912 : Une intrigue à la cour d'Henri VIII
- 1912 : L'Auberge rouge, d'après Honoré de Balzac
- 1912 : Le Testament de l'oncle d'Anselme
- 1912 : Britannicus
- 1912 : L'Affaire du collier de la reine
- 1912 : Serment de fumeur
- 1912 : Les Mains d'Yvonne
- 1912 : Cireurs obstinés
- 1912 : Le Fils prodigue
- 1912 : Pour voir les moukères
- 1912 : La Belle Princesse et le marchand
- 1912 : Un mariage sous Louis XV
- 1912 : La Haine de Fatimeh
- 1912 : La Fiancée du spahi
- 1912 : Gorgibus et Sganarelle
- 1912 : L'Ambitieuse
- 1912 : La Prière de l'enfant
- 1912 : Vengeance kabyle
- 1913 : Une brute humaine
- 1913 : Le Secret de l'orpheline
- 1913 : Double face (L'Infamie d'un autre)
- 1913 : L'Escarpolette tragique
- 1913 : L'Usurier
- 1913 : Don Quichotte
- 1913 : Charmeuse (La Broyeuse de cœurs)
- 1913 : La Calomnie
- 1913 : La Fleuriste de Toneso (Les Fleurs de Toneso)
- 1914 : Vingt ans de haine
- 1914 : La Vieillesse du père Moreux
- 1914 : Le Roman du tzigane
- 1914 : Sacrifice surhumain
- 1915 : Une erreur tragique (La Marchande de fleurs)
- 1915 : L'Intrus (Sous l'uniforme)
- 1915 : Le Faux Père
- 1916 : Le Rayon mystérieux (Les Effluves funestes)
- 1916 : Cœur de Gavroche
- 1916 : Fille d'artiste
- 1916 : Le Secret de Geneviève
- 1917 : Marise (Maryse)
- 1917 : La Bourrasque (L'Orage)
- 1917 : Madeleine (Miséricorde)
- 1918 : Simone
- 1918 : Y'a plus d'enfants
- 1918 : L'Expiation
- 1919 : L'Impasse Messidor
- 1919 : Éliane
- 1919 : L'Ibis bleu
- 1920 : Fille du peuple
- 1920 : Fabienne
- 1920 : Une fleur dans les ronces
- 1923 : Tote
- 1930 : Roumanie, terre d'amour

### Autres sources bibliographiques
- (it) Eric Le Roy, Camille de Morlhon, autore e produttore; De Morlhon, la biografia, Pathe, di Giacomo editore, Pesaro, 1988, p. 113-118.
- Éric Le Roy, « À la rencontre de Camille de Morlhon », Bulletin de l’association française de recherche sur l’histoire du cinéma, nos 5/6,‎ 1989, p. 1-25.
- Eric Le Roy, Camille de Morlhon cinéaste et producteur, Restaurations et tirages de la Cinémathèque française, Tome IV, 1989, p. 29-32.
- Eric Le Roy, Les Relations entre Charles Pathé et Camille de Morlhon : de l’union au désaccord in Pathé, premier empire du cinéma, collectif d’auteurs, sous la direction de Jacques Kermabon, Ed. Centre Georges Pompidou, Paris, 1994, p. 190-195.
- Eric Le Roy, Le Marseille de Camille de Morlhon, Marseille, revue culturelle de la ville, n°173-174, 100 ans de cinéma marseillais,1995, pp.86-87.